# Vetiș
Vetiș (Hongaars: Vetés) is een Roemeense gemeente in het district Satu Mare.
Vetiș telt 4700 inwoners. De gemeente bestaat naast de hoofdkern nog uit twee dorpen: Oar en Decebal.
In Oar (Óvári), dat direct aan  de Hongaarse grens is gelegen is de meerderheid van de 1598 inwoners van Hongaarse komaf; (1244 personen). Het dorp kwam na het verdrag van Trianon als het ware aan de verkeerde zijde van de grens uit.
De Hongaarse bevolking is genoodzaakt om 30 kilometers om te rijden om in het naastgelegen stadje Csenger te komen. Families zijn vele jaren lang zo van elkaar gescheiden door de staatsgrens. Er wordt al jaren gepleit voor het opnieuw aanleggen van de historische weg tussen Oar en Csenger, de afstand is slechts 2,5 kilometer.
Het dorp Decebal (Hongaars: Újtelep, Nederlands: Nieuwe Nederzetting) is ontstaan nadat het gebied bij Roemenië werd gevoegd. In de grensstreek werden toen nieuwe nederzettingen gesticht met Roemeense inwoners om de claim op het gebied kracht bij te zetten.
Steden met gemeentestatus: Satu Mare · Carei

Steden zonder gemeentestatus: Ardud · Negrești-Oaș · Tășnad · Livada

Gemeenten: Acâș · Andrid · Apa · Bătarci · Beltiug · Berveni · Bixad · Bârsău · Bogdand · Botiz · Călinești-Oaș · Cămărzana · Cămin · Căpleni · Căuaș · Cehal · Certeze · Craidorolț · Crucișor · Culciu · Doba · Dorolț · Foieni · Gherța Mică · Halmeu · Hodod · Homoroade · Lazuri · Medieșu Aurit · Micula · Moftin · Odoreu · Orașu Nou · Păulești · Petrești · Pir · Pișcolt · Pomi · Sanislău · Santău · Săcășeni · Săuca · Socond · Supur · Tarna Mare · Terebești · Tiream · Târșolț · Turț · Turulung · Urziceni · Valea Vinului · Vama · Vetiș · Viile Satu Mare